# Peter Greeff
Johann Peter Karl Greeff (* 18. Oktober 1865 auf Haus Düssel in Wülfrath, Kreis Mettmann, Rheinprovinz; † 11. Mai 1939 in Düsseldorf) war ein deutscher Landschaftsmaler und Lithograf der Düsseldorfer Schule sowie ein Offizier der preußischen Kavallerie.

## Leben

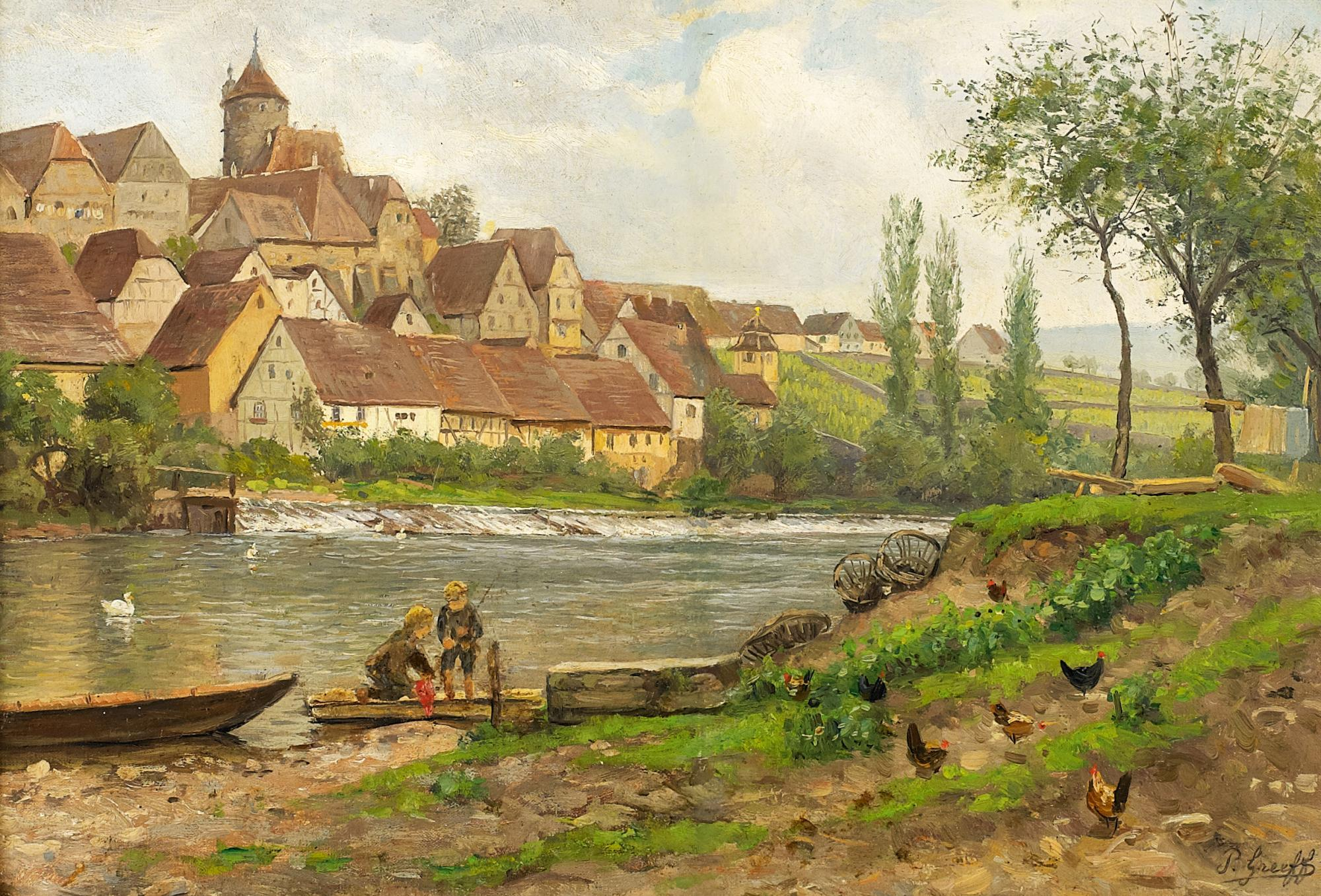
Ansicht von Besigheim an der Enz

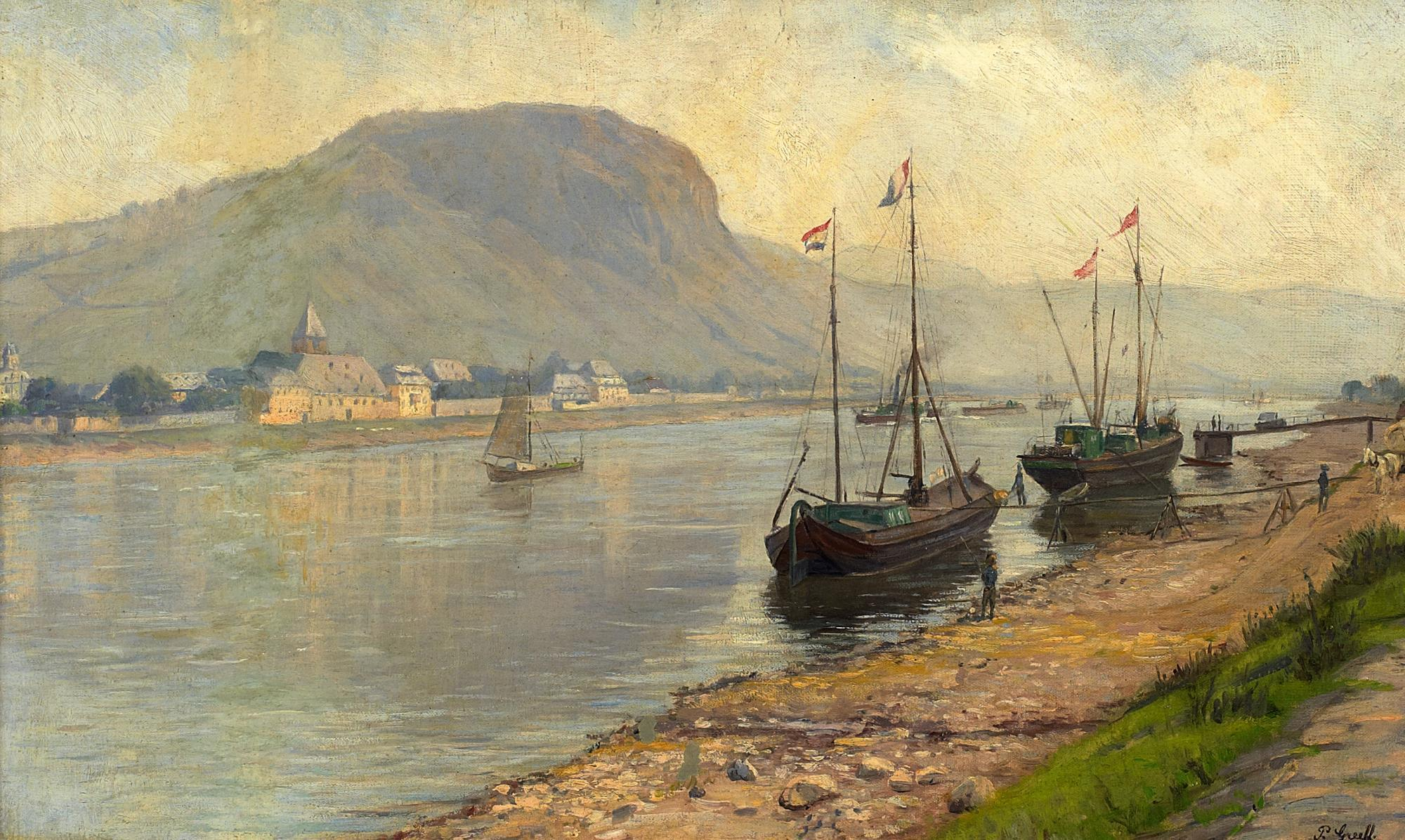
Die Erpeler Ley, um 1920

Greeff, Spross der Barmer Industriellenfamilie Greeff, Sohn des Gutsbesitzers Johann Peter Greeff (1841–1866) und dessen Ehefrau Pauline Wilhelmine, geborene Greeff (1842–1899), verlor seinen Vater, der in der Schlacht bei Königgrätz fiel, in seinem ersten Lebensjahr. Er besuchte in den Schuljahren 1881 und 1882 die Kunstakademie Düsseldorf. Dort waren Heinrich Lauenstein und Hugo Crola seine Lehrer. Eine militärische Ausbildung erhielt Greeff beim 2. Westfälischen Husaren-Regiment Nr. 11, dessen Reserveoffizier er wurde. 1889/1890 besuchte er die Großherzoglich Badische Kunstschule Karlsruhe, wo er Meisterschüler von Gustav Schönleber war. Am 21. April 1892 heiratete er Clara Langerfeld (1868–1923), die zwei Töchter und einen Sohn gebar. Die Familie lebte in Düsseldorf-Pempelfort, wo Greeff im Künstlerverein Malkasten und im Verein zur Veranstaltung von Kunstausstellungen herausgehobene Funktionen bekleidete. Im Ersten Weltkrieg zog er zunächst an die Front und war Oberleutnant beim Landsturm in Ottignies bei Brüssel, doch als er für den Kampfeinsatz nicht mehr leistungsfähig genug war, erhielt er als Rittmeister das Kommando über die Eskadron eines Landwehr-Regiments in Münster. 
Als Landschaftsmaler profilierte sich Greeff durch Gewässer-, Bruch- und Birkenmotive sowie durch die Darstellung winterlicher und herbstlicher Wald- und Gebirgsgegenden. Seit 1892 beschickte er den Münchner Glaspalast, seit 1893 die Große Berliner Kunstausstellung, seit 1902 war er Teilnehmer der Großen Kunstausstellung Düsseldorf. Als Lithograf belieferte er die Zeitschrift Die Rheinlande.